# Канцелярский нож (Во все тяжкие)
«Канцелярский нож» (англ. Box Cutter) — первый эпизод четвёртого сезона американского драматического телесериала «Во все тяжкие» и 34-й во всём сериале. Автор сценария — Винс Гиллиган, режиссёр — Адам Бернштейн. Эпизод вышел на канале AMC в США 17 июля 2011 года.
В эпизоде есть сцена, в которой Гус Фринг перерезает горло своего верного приспешника Виктора канцелярским ножом прямо на глазах Уолта и Джесси. Эспозито сказал, что беспокоился о том, как снять эту сцену, «не навредив при этом своему духу и душе», и так сосредоточился на этом, что во время съёмок молчал и был предельно собран, почти не разговаривал с другими на съёмочной площадке. Сцена была настолько кровавой, что дочь Крэнстона упала в обморок во время просмотра.
Основная тема серии и всего четвёртого сезона — постепенное превращение Уолтера в более мрачного персонажа, который становится всё опаснее. В этой серии также показано моральное падение Джесси и его чувство вины за убийство Гейла, а также растущее участие Скайлер в незаконной деятельности Уолтера. По данным Nielsen, серию посмотрели 2,58 миллиона зрителей. До премьеры пятого сезона «Канцелярский нож» был самым просматриваемым эпизодом «Во все тяжкие» за всю историю сериала. В 2012 году Гиллиган получил премию Гильдии режиссёров Америки за лучшую эпизодическую драму за работу над этим эпизодом. Это была его вторая победа за индивидуальную работу над сериалом; первая — за пилотный эпизод в 2009 году.

## Сюжет
Во флешбэке Гейл Беттикер устанавливает оборудование в подземной лаборатории по производству мета для Гуса Фринга. Гейл спрашивает Гуса о синем метамфетамине, который производит Уолтер Уайт. Фринг объясняет, что сомневается в том, стоит ли нанимать Уолта, но Гейл настаивает, чтобы Гус взял его на работу из-за превосходного качества синего мета.
В настоящем, следуя приказу Уолта, Джесси убил Гейла, чтобы сорвать план Гуса по их убийству. Виктор приходит в квартиру Беттикера и находит его мёртвым в окружении соседей, вызвавших полицию. Виктор находит Джесси в его машине и заставляет его вернуться в лабораторию, где Майк держит Уолта. Эрмантраут обеспокоен тем, что Виктора видели в квартире Гейла, и звонит Гусу, чтобы сообщить об этом. Виктор понимает, что его собственное положение шатко, и рассказывает, что, наблюдая за работой Уолта и Джесси, начал сам варить мет, надеясь доказать Фрингу свою ценность.
Скайлер замечает машину Уолта на своей подъездной дорожке и переставляет её на несколько кварталов от дома, чтобы Уолтер-младший не увидел её. Она звонит Солу Гудману, чтобы узнать, где Уолт, но у Сола паранойя из-за ссоры Уайта с Гусом, он занят проверкой своего офиса на наличие подслушивающих устройств. Скайлер при помощи слесаря проникает в кондоминиум Уолта, но не находит его. Мари старается сохранять самообладание, ухаживая за злым Хэнком, который всё ещё прикован к постели после покушения на его жизнь.
Гус приходит в лабораторию и молчит. Уолт начинает бессвязно говорить, надеясь убедить Фринга в том, что он и Джесси нужны ему живыми. Гус не отвечает, переодевается в защитный костюм и берёт канцелярский нож, которым Гейл пользовался при обустройстве лаборатории. Он пугает всех, перерезая Виктору горло, а затем холодно смотрит на Уолта и Джесси, чтобы убедиться, что его сообщение было понято. Гус спокойно переодевается в свою обычную одежду и уходит со словами: «Возвращайтесь к работе».
Уолт и Джесси используют плавиковую кислоту, чтобы избавиться от тела Виктора, пистолета, из которого был убит Гейл, и канцелярского ножа. Во время завтрака Уолт настаивает на том, что смерть Беттикера была необходима, но выражает опасения, что Гус убьёт их при первой возможности. Джесси считает, что Фрингу будет слишком сложно найти другого производителя наркотиков, хотя Гус может заставить их пожалеть о том, что они живы. Полиция обыскивает квартиру Гейла, но не замечает его лабораторный блокнот.

## Производство
Эпизод был снят в январе 2011 года и смонтирован Скипом Макдональдом — одним из немногих монтажёров, регулярно работавших над сериалом. Серия вышла в эфир 17 июля 2011 года и стала первым оригинальным эпизодом «Во все тяжкие» за 13 месяцев, с тех пор как в июне 2010 года вышел финальный эпизод третьего сезона «Полная мера». Представители AMC отложили премьеру четвёртого сезона до июля, так как считали, что рейтинг Нильсена будет выше летом.
В то время как сценарии серий «Во все тяжкие» обычно состоят из 50 страниц, сценарий к «Канцелярскому ножу» был длиной в 43 страницы, и Гиллиган изначально был обеспокоен; он не хотел растягивать эпизод только ради увеличения хронометража. «Полная мера» заканчивается тем, что Джесси направляет пистолет на Гейла и стреляет прямо в экран, при этом смерть Беттикера не показана. Это породило среди фанатов и рецензентов множество предположений о том, что Джесси на самом деле не убивал Гейла, а просто выстрелил в сторону от него. Эти предположения сохранялись вплоть до выхода «Канцелярского ножа», который подтвердил, что Пинкман действительно убил Гейла. Гиллиган сказал, что не планировал делать эту сцену загадочной и считал, что она ясно даёт понять, что Беттикер мёртв.
В этой серии зрители в последний раз видят Дэвида Костабайла в роли Гейла Беттикера и Джеремайя Битсуи в роли Виктора. Стендап-комик Лавелл Кроуфорд впервые появился в качестве приглашённой звезды в этом эпизоде в роли Хьюэлла, нового телохранителя Сола. Гиллиган заявил, что он назвал эпизод «Канцелярский нож» в основном потому, что «это звучит как крутое название», но также из-за того, что он хотел «дать зрителям понять, что в конце этого эпизода что-то будет». Хотя сотрудники сериала хотели, чтобы Гейл был убит, реакция аудитории на концовку «Полной меры» заставила Гиллигана пересмотреть свои планы на этот счёт. Однако Винс сказал, что вместо этого он решил следовать первоначальному плану, добавив: «Мы сделали выбор в пользу того, что казалось нам наиболее честным и подходящим для продолжения истории».
Я понял, что не могу причинить себе вред, только когда осознал, что Гус делает что-то, чтобы защитить семью. Эти варщики, которых он вырастил, люди, которые на него работают, телохранители, работники прачечной и Los Pollos Hermanos — он заботится о них. Поэтому, чтобы защитить их, он должен сделать это, потому что этот человек разоблачён, и Гусу нужно разобраться с делами, чтобы защитить семью.
На съёмку сцены убийства Виктора ушло 2 дня. Джанкарло Эспозито сказал, что, когда он впервые прочитал сценарий «Канцелярского ножа», он был настолько шокирован, что ему пришлось отложить его и отойти в сторону. Эспозито сказал, что не хотел «забирать эту сцену с собой» и «очень переживал, сможет ли он сделать это, не навредив при этом своему духу и душе». Джанкарло справился с этими переживаниями, оправдав действия Гуса тем, что, убив Виктора, он защитил всех, кто на него работал. Тем не менее он сказал, что ему было «трудно» перерезать Виктору горло и что во время одного из дублей он пытался заставить персонажа замолчать, чтобы тот умер более спокойно. Эспозито во время съёмок молчал и был сосредоточен, редко разговаривая с другими на площадке. Ботинки, которые ему изначально выдали, были слишком большими, и он боялся, что поскользнётся, что было бы нехарактерно для Гуса, который в остальном был совершенно спокоен и держал всё под контролем. Костюмер быстро подобрал для него ботинки подходящего размера.
При написании сценария сотрудники «Во все тяжкие» с самого начала решили, что Фринг будет мало говорить во время этой сцены, потому что, по их мнению, так было бы драматичнее и больше соответствовало бы его персонажу. Эспозито считал, что эта сцена была ключевым моментом не только для его персонажа, но и для отношений Гуса с Уолтером, а также предупреждением о том, что Уайту следует продолжать действовать так, как этого хочет Фринг, иначе он рискует умереть. Говоря об убийстве Виктора своим персонажем, Эспозито сказал: «Это нужно было сделать. Кто-то что-то сделал, и его заметили... Речь шла о выживании. Это должно было быть сделано ещё и для того, чтобы также послать сообщение людям, которые не слушали». Брайан Крэнстон сказал, что не ожидал, что эпизод примет такое направление, какое он получил. Он назвал эту сцену «болезненной, но прекрасно срежиссированной и вполне оправданной» и прокомментировал контраст между спокойным поведением Гуса и «чечёткой Уолтера, который пытается остаться в живых». Крэнстон сказал об игре Эспозито: «Когда он играет этого плохого персонажа, его взгляд становится мёртвым, и достаточно просто посмотреть ему в глаза». Гиллиган сказал, что, хотя действия Гуса в этой сцене были прописаны в сценарии, «вы бы удивились, узнав, как мало я говорил с Джанкарло о том, как ему сыграть сцену убийства... У этого человека потрясающая интуиция».
Джеремайя Битсуи вывихнул лодыжку во время съёмок сцены, в которой Уолтер и Джесси запихивают труп его персонажа в бочку, чтобы уничтожить его с помощью плавиковой кислоты. После этой сцены Джесси поднимает бочку с помощью погрузчика, и она освещена таким образом, что сквозь неё всё видно. Это было достигнуто за счёт подсветки ствола и привязывания монофиламентной лески к его нижней части. Затем сотрудники перемещали и поворачивали леску вне поля зрения камеры, чтобы создать эффект освещения.

## Значение
Основная тема эпизода — постепенное превращение Уолтера из невольного участника наркоторговли в человека, который чувствует себя более комфортно в преступном мире, принимает свою тёмную сторону и становится более жестоким и опасным. Это развитие сюжета началось в последних эпизодах третьего сезона и продолжало оставаться основной темой четвёртого. В эпизоде также раскрывается тема морального падения Пинкмана и его чувства вины за убийство Гейла. Аарон Пол сказал об этом: «В этом сезоне Джесси гораздо более ранимый. Он очень отстранённый и погружённый в хаос и разрушение, чтобы занять свой разум. Когда Джесси остаётся наедине со своими мыслями, ему становится не по себе».
Сцена, в которой Уолтер умоляет Гуса, демонстрирует отцовское чувство защиты, которое Уайт испытывает по отношению к Джесси. В этой сцене Уолтер говорит Фрингу: «Если ты меня убьёшь, у тебя ничего не останется. Если ты убьёшь Джесси, у тебя не будет меня». Пинкман явно был тронут этими словами, которые, по словам Аарона Пола, «стали первым моментом, когда Джесси осознал, что Уолт предан ему». «Канцелярский нож» также показал, что Скайлер всё больше вовлекается в незаконную деятельность Уолтера, через сюжетную линию, в которой она лжёт слесарю, чтобы тот взломал дверь в дом Уайта, и доходит до того, что использует Холли как прикрытие. После того как Скайлер врывается в квартиру Уолтера, она находит пластиковый глаз плюшевого мишки, который был частью сериала со второго сезона. Этот глаз — символ постепенного погружения Уолтера в преступную жизнь, и то, что Скайлер нашла его, символизирует её собственное падение.

### Культурные отсылки
Во время сцены, когда сосед Гейла звонит в полицию, чтобы сообщить об убийстве, часы в его квартире показывают 10:13. Это отсылка к числу 1013, которое часто появлялось в «Секретных материалах», где Винс Гиллиган был сценаристом и продюсером, а Брайан Крэнстон — актёром. Это отсылает к названию продюсерской компании создателя «Секретных материалов» Криса Картера Ten Thirteen Productions, что, в свою очередь, является отсылкой ко дню рождения Картера, 13 октября. Копию «Всё предельно», сборника рассказов Стивена Кинга, можно увидеть в квартире Гейла. После того, как Гус освобождает Уолтера и Джесси, они обедают в Denny's, сети кофеен и семейных ресторанов. В этой сцене они одеты в одинаковые футболки с изображением кантри-певца Кенни Роджерса. Винс Гиллиган сказал, что, по его мнению, Майк просто купил Уолтеру и Джесси первую попавшуюся чистую одежду, которая нашлась в магазине, после того как их одежда пропиталась кровью Виктора. В финальной сцене эпизода, когда Уайт возвращается к своей машине, на фоне звучит песня «Truth» Алекса Эберта.

## Реакция

### Зрительская аудитория
Эпизод впервые был показан публично 28 июня 2011 года в Китайском театре Граумана в Голливуде. Во время сцены, в которой Гус убивает Виктора, 17-летняя дочь Брайана Крэнстона Тейлор упала в обморок на своём месте в кинотеатре при виде крови. Это заставило администрацию кинотеатра ненадолго прервать показ и попросить зрителей вызвать врача, что вызвало кратковременную панику в толпе. Жестокие сцены в «Канцелярском ноже» были настолько кровавыми, что телеканал AMC добавил предупреждение о насилии в начале эпизода и после рекламной паузы в середине эпизода.
По данным Nielsen, оригинальную американскую версию «Канцелярского ножа» посмотрели примерно 2,58 миллиона зрителей. Это был самый популярный эпизод «Во все тяжкие» и вторая по рейтингу премьера сезона среди всех шоу AMC, уступившая только премьере сериала «Ходячие мертвецы», которую посмотрели 5,3 миллиона зрителей. Кроме того, количество зрителей увеличилось на 32 % по сравнению с премьерой третьего сезона «Хватит!». «Канцелярский нож» особенно понравился мужчинам в возрасте от 18 до 34 лет, среди которых количество зрителей увеличилось на 67 % по сравнению с премьерой третьего сезона. Эпизод посмотрели 1,4 миллиона зрителей в возрасте от 18 до 49 лет и от 25 до 54 лет, что на 21 % больше в первой группе и на 26 % больше во второй.

### Отзывы критиков
«Канцелярский нож» — это всё, чем должен быть эпизод «Во все тяжкие». Хотя он, возможно, не был таким взрывным, как финал или «Полумеры», он использовал все сильные стороны сериала, легко нагнетая напряжение и демонстрируя высокий уровень актёрской игры и операторской работы, которые мы привыкли видеть. Нам остаётся только набраться терпения и каждую неделю ждать следующего шага Уолтера Уайта и, возможно, его полного превращения в безжалостного криминального авторитета.
Алан Сепинволл из HitFix сказал, что этот эпизод продемонстрировал, насколько эффективно создатели сериала манипулируют эмоциями зрителей. Сепинволл назвал сюжет «удивительно простым», а его воплощение — чрезвычайно эффективным. Он также отметил, что количество экранного времени, посвящённого тому, как Гус спокойно переодевается до и после убийства Виктора, «было настолько смелым и гениальным ходом, что во второй раз я даже хихикнул». Джеймс Поневозик, журналист Time, сказал, что этот эпизод продемонстрировал, насколько эффективным может быть «Во все тяжкие» даже при минимальном количестве диалогов, как, например, молчание Гуса во время его сцены в лаборатории и безмолвие Джесси на протяжении всего эпизода, пока он осознавал, что сделал с Гейлом. Он также похвалил кроваво-красную цветовую гамму лаборатории по производству мета, которая иллюстрирует падение Уолтера и Джесси в ад. Кен Такер, писатель Entertainment Weekly, сказал об этом эпизоде: «Его красноречивое молчание, захватывающие дух визуальные композиции... это удовольствие, которое превосходит 98 % обычных телевизионных попыток изобразить грязный реализм или модный пессимизм». Ким Поттс из TV Squad назвал убийство Виктора Гусом «одной из самых шокирующих сцен в истории сериала». Крейг Маккуинн, сценарист The Faster Times, назвал «Канцелярский нож» «одним из самых напряжённых эпизодов, которые я когда-либо видел», и сказал, что это укрепило статус Гуса как «одного из величайших телевизионных антагонистов». Мэтт Золлер Зейтц с сайта Salon.com сравнил режиссуру в этом эпизоде с работами Альфреда Хичкока и братьев Коэн и назвал его лучшим примером способности телевидения «применять гибкий подход к повествованию и позволять отдельным событиям или моментам занимать большую часть или весь эпизод» со времён «Чемодана», эпизода телесериала «Безумцы».
Сет Амитин из IGN назвал этот эпизод минималистичным и намеренно неспешным, но отметил, что он не был скучным благодаря отличной игре актёров, диалогам и напряжённой атмосфере, которая иллюстрирует, «насколько быстро этот сериал утратил свою невинность». Он также сказал, что сюжетные линии с участием Скайлер, Хэнка и Мари хорошо поддерживали темп эпизода. Эмили Ван Дер Верфф, журналистка Los Angeles Times, высоко оценила игру Аарона Пола, несмотря на то, что он почти не участвовал в диалогах на протяжении всего эпизода, и отметила, что в сценарии были созданы интересные контрасты между Уолтом, который в плену ведёт себя импульсивно и необдуманно, и Гусом, который кажется спокойным и сдержанным. Однако, по её словам, создавалось впечатление, что Виктор был убит просто потому, что сценаристы не могли убить двух главных героев, Уайта и Пинкмана. Майкл Арбейтер с сайта Hollywood.com назвал серию «отличным и интригующим началом сезона» и особенно похвалил Аарона Пола, который, по его словам, был «феноменален», несмотря на то, что почти не говорил в этом эпизоде. Однако у него были «смешанные чувства» по поводу превращения Фринга из закулисного преступника в активного убийцу. Джессика Джонсон с сайта Time Out Chicago назвала эпизод «изысканным упражнением в нагнетании напряжения», которое создаёт «медленное крещендо того, что обещает быть впечатляюще сильным сезоном». Энди Вайнберг из Bucks County Courier Times назвал серию «отличным началом для сезона «Во все тяжкие», который становится только лучше». Он похвалил чёрный юмор, который поддерживал напряжение в сериале, и особенно отметил сцену перед титрами и её последствия для сериала и его персонажей. Курт Вагнер, сценарист RedEye, отметил, что операторская работа, темп и напряжение в «Канцелярском ноже» были настолько эффективными, что «кажется, я вспотел, пока смотрел». Брент Кёпп, журналист Paste, высоко оценил трансформацию Уолтера и сказал, что немногие другие сериалы рискнули бы сделать своего главного героя настолько неприятным. Кёпп назвал кульминационную сцену с Гусом «блестящей» и похвалил сценарий за то, что он не торопится нагнетать напряжение.
Мэтт Риченталь из TV Fanatic похвалил эпизод за то, как эффективно были показаны сцены с небольшим количеством диалогов, особенно между Джесси и Гусом. Он заявил: «Ни в одном сериале нет такой тишины, как в "Во все тяжкие"». Он также похвалил отчаянный монолог Крэнстона, в котором тот пытался убедить Фринга не убивать его, заявив, что это позволило глубже понять характер Уолта и его неспособность принять ответственность за свои действия. Рик Портер, сценарист Zap2it, назвал сцену, в которой Гус убивает Виктора, «мастер-классом по нагнетанию напряжения» благодаря сильному сценарию, режиссуре и актёрской игре, особенно Эспозито. Скотт Уэмплер из Collider.com назвал это «фантастической, кровавой, шокирующей премьерой сезона, одной из лучших за всю историю шоу». Он особенно высоко оценил игру Эспозито и предположил, что она может принести актёру номинацию на премию «Эмми». Крис Мони, журналист BlackBook, высоко оценил игру Джанкарло и назвал его молчание и спокойствие во время кульминационной сцены «одним из величайших моментов телевизионной угрозы за последнее время». Джун Томас из Slate назвала этот эпизод «прекрасным началом», которое не сильно продвинуло сюжет, но «стало искусным напоминанием о психологическом состоянии персонажей». Томас сказала, что, по её мнению, этот эпизод показал, что Уолтер на самом деле слабый человек, сравнив его бесполезные мольбы к Гусу с его неэффективными попытками ввести Скайлер в заблуждение относительно его деятельности по производству наркотиков в предыдущих сезонах.
Не все отзывы были положительными. Джессика Гроуз, также из Slate, сказала, что, хотя она предпочитает эпизоды, в которых мрачные аспекты сочетаются с чёрным юмором, «Канцелярский нож» — это «сплошная клаустрофобия и страх». Обозреватель Philadelphia Inquirer Дэвид Хилтбранд осудил сцену насилия со смертью Виктора, которую он назвал «совершенно беспричинной, не служащей ни сюжету, ни цели персонажа».
В 2019 году The Ringer поставил серию «Канцелярский нож» на 5-е место в списке 62 лучших серий «Во все тяжкие». Vulture поставил её на 29-е место в общем списке.